# Сиромятников Михайло Олексійович
Миха́йло Олексі́йович Сиромя́тников (1899 , Мала Драгунськаd, Кромський повітd, Орловська губернія, Російська імперія  — не раніше серпень 1941 , Чернігівська область ) — український радянський партійний діяч. Член ЦК КП(б)У (1940–1941). Депутат Верховної Ради СРСР 1-го скликання (1941).

## Біографія
Народився 1899 року в родині селянина-бідняка в селі Мала Драгунська, тепер Кромський район, Орловська область, Росія.
У 1918–1933 роках — у Червоній армії: служив у 9-ї стрілецькій Краснодарській дивізії. Учасник Громадянської війни в Росії. Брав участь у боях проти військ генерала Денікіна, барона Врангеля, Грузинської Республіки та іноземних військових частин.
Член РКП(б) з 1920 року.
У 1933–1938 роках — начальник політичного відділу Сватівського зернорадгоспу Донецької області.
У 1938 році — інструктор, з березня 1938 року — відповідальний організатор відділу керівних партійних органів ЦК КП(б)У по Кам'янець-Подільській області.
У грудні 1938 — вересні 1939 року — 3-й секретар Житомирського обласного комітету КП(б) України.
У вересні 1939 — липні 1941 року — 1-й секретар Житомирського обласного комітету КП(б) України.
Загинув 1941 року на території Чернігівської області під час військових дій німецько-радянської війни.
Похований у братській могилі в селищі Кроми Орловської області.